# Ясінець
Ясінець (пол. Jasiniec, нім. Johanneshof) — село в Польщі, у гміні Боґданець Ґожовського повіту Любуського воєводства.
Населення — 93 особи (2011).

## Демографія
Демографічна структура станом на 31 березня 2011 року:
|          | Загалом | Допрацездатний вік | Працездатний вік | Постпрацездатний вік |
| -------- | ------- | ------------------ | ---------------- | -------------------- |
| Чоловіки | 49      | 13                 | 30               | 6                    |
| Жінки    | 44      | 11                 | 27               | 6                    |
| Разом    | 93      | 24                 | 57               | 12                   |